# Дзялынский, Иоанн
Ян Дзялы́нский (Иоанн Дзялынский, пол. Jan Działyński, 28 сентября 1829 — 30 марта 1880) — граф из польского рода Дзялынских.

## Биография
Родился в семье Тита Дзялынского и Целестины Замойской, дочери Станислава Замойского.
Получил в Берлине юридическое образование.
В 1857 году женился на Елизавете Чарторыйской, дочери Адама Чарторыйского.
Как глава аристократической партии в прусской Польше позже получившей название комитет Дзялынского, принял весьма деятельное участие в польском восстании 1863 года с февраля по апрель 1863 года занимался сбором денежных средств для поддержки мятежа среди польских аристократов проживавших в Пруссии. В апреле 1863 года, прусские власти ликвидировали комитет, арестовав многих его участников (всего 152 человека), после чего выдали ордер на арест графа, в результате чего Дзялынский перешел границу с Царством Польским и присоединился к отряду мятежников под командованием полковника позже бригадного генерала Эдмунда Тачановского. Участвовал в бою под Пыздрами. После первого разгрома отряда Тачановского в сражение под Игнацево бежал сначала в Пруссию а через нее во Францию.
Обвиненный прусским правительством в государственной измене, был в 1864 году заочно осужден на смертную казнь.
Добровольно представ на суд, он в 1869 году был приговорён к трёхлетнему заключению, но помилован королём и получил обратно свои секвестрованные владения. В 1872 году стал одним из основателей Влощенского банка в Познани, активно занимался просветительской деятельностью, основал и возглавил «Общество научной помощи» специализирующееся на финансовой поддержке студентов-поляков в прусских университетах. Умер бездетным от туберкулёза в 1880 году.  